# Сунская парча
Сунская парча (кит. трад. 宋錦, упр. 宋锦, пиньинь sòngjǐn, палл. сунцзинь) происходит из города Сучжоу провинции Цзянсу КНР и вместе с шуцзинь из Сычуани и юньцзинь из Нанкина представляет «три уровня совершенства китайской парчи». Объект нематериального культурного наследия Китая.

## Описание

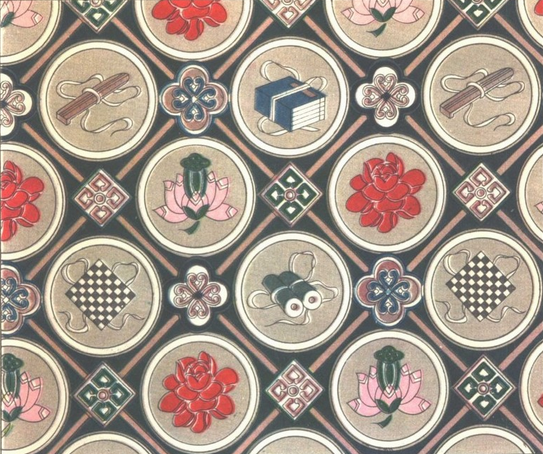
Вариант узора на сунской парче

Сучжоуская сунская парча создаётся из шёлка и отличается яркой окраской, тонко прорисованным узором, прочностью и мягкостью.
От производства шёлковой нити и окраски до готового продукта ткань проходит более 20 различных технологических этапов.
Узор ткани представляет собой повторяющиеся геометрические фигуры, в которые заключены различные изображения, среди которых могут быть цветы, травы, восемь сокровищ (кит. 或八宝), Восемь Бессмертных, восемь буддийских драгоценностей (кит. 八吉祥) и другие рисунки. Для окрашивания используются только красители натурального происхождения. Структура ткани определяется «трёхсаржевым переплетением» (кит. 三枚斜纹组织).
Сунская парча используется как для изготовления одежды, так и как основа для произведений изобразительного искусства и каллиграфии. Так, например, в Музее императорского дворца в Пекине хранится сшитый из сунской парчи во время правления императора Цяньлуна свиток «Мир блаженства» (кит. 极乐世界织成锦图轴) высотой 448 см и шириной 196,5 см.

## История
Наиболее вероятное происхождение названия сучжоуской парчи связано с именем эпохи Сун, в конце которой в Сужчоу зародилась традиция изготовления сунцзинь. В это время Сужчоу являлся центром производства шёлка в Китае.
В дальнейшем на протяжении веков технологии изготовления парчи совершенствовались, менялись стили узора. Так, например, во времена династий Юань и Мин в моду вошли золотой уток и фигурный атлас. Сунцзинь была популярна с XIV по XIX век, наибольший её расцвет пришёлся на время правления императоров Канси и Цяньлуна (XVI—XVII века).
В начале XX века западные текстильные технологии привели к постепенному упадку традиционных китайских производств ткани, и в течение XX века технология изготовления сучжоуской парчи была почти утеряна.
В 1995 году в Сужчоу для спасения традиций создания сунской парчи был создан Центр восстановления традиции шёлковой вышивки (кит. 中国丝绸织绣文物复制中心).
5 июня 2007 года сунцзинь была включена в первый список из 226 объектов нематериального культурного наследия Китая.
28 сентября 2009 года на четвёртой сессии Межправительственного комитета ЮНЕСКО по сохранению нематериального культурного наследия в Абу-Даби шелководство и шелкопрядение в Китае, частью которого является изготовление сунской парчи, было внесено в Репрезентативный список нематериального культурного наследия человечества.
Сунцзинь вместе с шуцзинь из Сычуани и юньцзинь из Нанкина называют «тремя уровнями совершенства китайской парчи» или также — «три знаменитых парчи» (кит. 三大名锦).